# Улица Стирну (Рига)
Улица Сти́рну (латыш. Stirnu iela, от латыш. stirnа — косуля) — улица в Видземском предместье города Риги, в Пурвциемсе.
Начинается от перекрёстка улиц Гунара Астрас и Августа Деглава, у здания католической церкви Святой Троицы, однако проезжая часть улицы Стирну не имеет выхода к этому перекрёстку. Ведёт в северо-западном, затем северном, затем северо-восточном направлении; после пересечения с улицей Дзелзавас становится значительной транспортной артерией с 4 полосами движения и в таком качестве продолжается до улицы Иерикю. Дальше для проезда транспорта закрыта, но продолжается до перекрёстка с улицей Лиелвардес.
Впервые упоминается в городской адресной книге в 1925 году под названием улица Бриежу (латыш. Briežu — «Оленья»). Своё современное название улица получила в 1932 году, и с тех пор оно не изменялось.
Общая длина улицы — 2267 метров. На участке от улицы Дзелзавас до улицы Иерикю курсирует общественный транспорт: автобус № 15, троллейбусы № 11, 13 и 18.
На улице Стирну расположены Рижская классическая гимназия (бывшая 87-я школа), Пурвциемский рынок (закрыт и демонтирован в 2020 году), гипермаркет «Rimi Stirnu» и другие объекты.

## Прилегающие улицы
Улица Стирну пересекается со следующими улицами:
- Улица Августа Деглава
- Улица Курмью
- Улица Пурвциема
- Улица Пуцес
- Улица Дзелзавас
- Улица Унияс
- Улица Пилю
- Улица Кегума
- Улица Свекю
- Улица Иерикю
- Улица Лиелвардес